# ریچی بروس
ریچی بروس (انگلیسی: Ritchie Bros) شرکت کالای کانادایی است، که در سال ۱۹۵۸ توسط دیوید ادوارد ریچی تأسیس شد.